# 검은머리거미원숭이
검은머리거미원숭이(Ateles fusciceps)는 중앙아메리카와 남아메리카에 사는 거미원숭이의 일종으로 신세계원숭이에 속한다. 콜롬비아와 에콰도르 그리고 파나마에서 발견된다. 콜린 그로브스와 같은 영장류 동물학자들은 1944년 켈로그(Kellogg)와 골드맨(Goldman)이 분류한 바와 같이, 검은머리거미원숭이를 별도의 종으로 분류(1989년)하지만, 1991년의 Froelich, 2001년의 Collins와 Dubach 그리고 2005년의 Nieves는 제프로이거미원숭이의 아종으로 분류하고 있다.
2종의 아종이 있다.
- Ateles fusciceps fusciceps - 에콰도르[2]
- Ateles fusciceps rufiventris - 콜롬비아 남서부에서 파나마 동부[2]